# 布拉德·布兰森
布拉德利·亚历山大·布兰森（英語：Bradley Alexander Branson，1958年9月24日—），美国NBA联盟前职业篮球运动员。他在1980年的NBA选秀中第2轮第22顺位被底特律活塞选中。